# Calle del Duque de la Victoria
La calle del Duque de la Victoria se encuentra situada en la parte centro de Valladolid (Castilla y León, España), en el distrito n.º 1. Nace en la calle de Ferrari, junto a la Plaza Mayor y desemboca en la Plaza de España. El nombre le viene dado como homenaje y reconocimiento de la ciudad de Valladolid al general Espartero, cuyo título de duque de la Victoria le fue concedido en 1839 por la reina Isabel II.

## Historia de la calle
Esta vía se abrió en el siglo XIII con el nombre de calle de los Olleros y así se puede ver citada en una carta que doña Violante (esposa del rey Alfonso X el Sabio) dirigió el 6 de marzo de 1267 a los frailes franciscanos. En ella hace cesión de unos terrenos de su propiedad para construir un monasterio a fin de que sea habitado por la comunidad franciscana que sería trasladada desde la finca llamada "Río de Olmos", a dos kilómetros de Valladolid, a orillas del río Pisuerga. En dicha carta se hace mención también de la ubicación de esos terrenos, en la calle de Olleros de la que se hace también una descripción del lugar donde se encuentra.
Según el Becerro de la catedral, en el siglo XIV tenían en esta calle sus aposentos algunos criados del rey. El Cronicón de Valladolid registra un suceso acaecido en esta vía el 8 de septiembre de 1470. Parece ser que hubo una refriega entre dos cofradías, la de Trenidad (escrito con e) y la de san Andrés, en que murieron varias personas.
Al ser una calle nacida en la Edad Media, tenía un trazado estrecho, con algunos quiebros y una alineación irregular. En el siglo XIX, debido a la mentalidad higienística de ese momento, esos espacios ciudadanos parecían inadecuados, por lo que la calle se alineó y se ensanchó en los años 1845-1870.
La mayoría de sus edificios datan de las últimas décadas del siglo XIX y las primeras del XX, si bien algunos inmuebles fueron construidos en los años 1950-1985, siguiendo el Movimiento Moderno o tendencias herederas del mismo.

### El nombre
La calle de Olleros terminaba en un espacio llamado el Campillo de San Andrés donde tenían sus talleres y hornos los fabricantes de ollas y pucheros de barro a los que vulgarmente se conocía como olleros. En 1856 el Ayuntamiento decidió cambiar el nombre antiguo por el que tiene actualmente como fidelidad y homenaje al líder del movimiento liberal de 1854 con motivo de la presencia del general en la inauguración de las obras del ferrocarril en Valladolid.

### Edificios notables

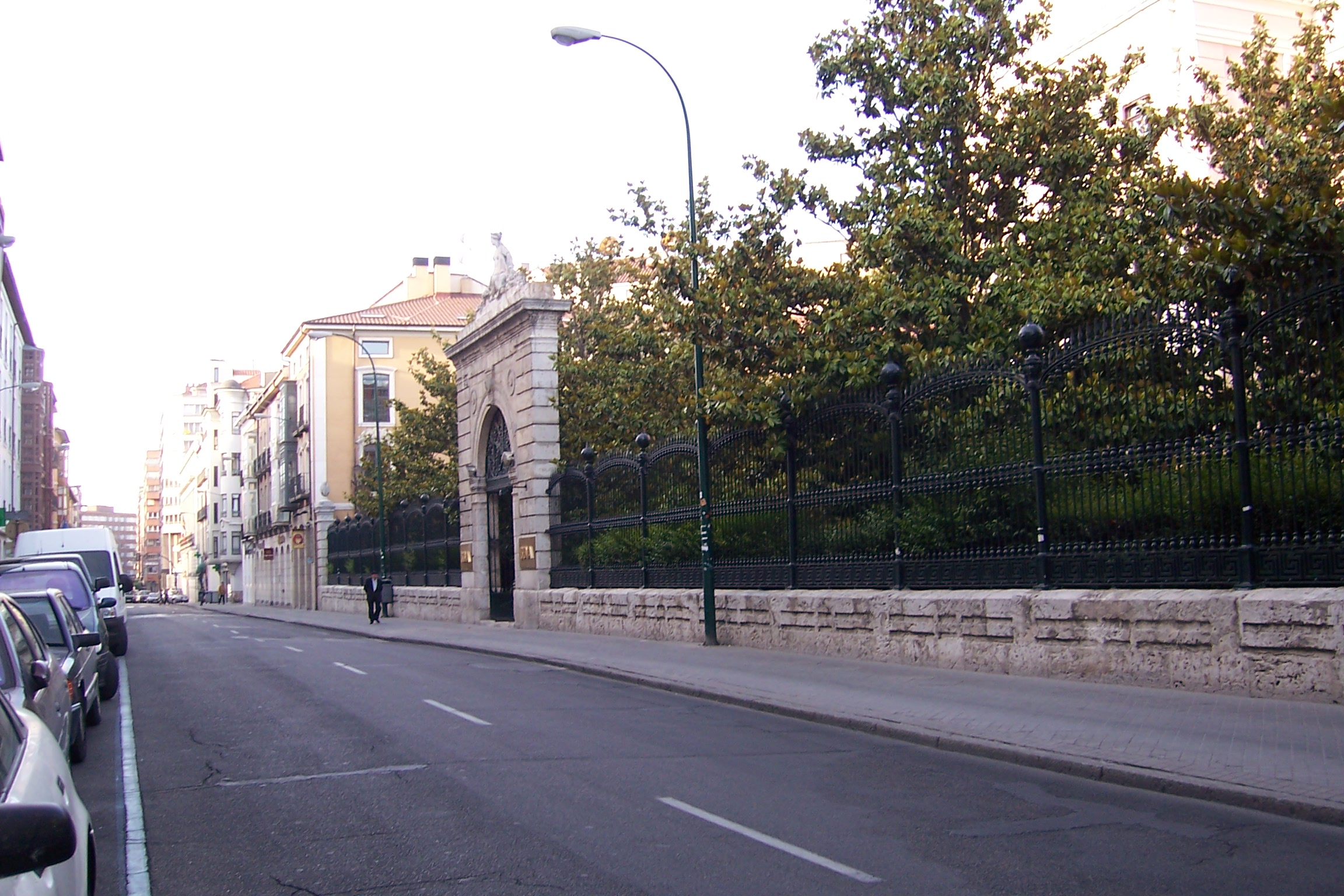
A la derecha, el jardín y el edificio del BBVA.

#### Palacio de Ortiz Vega
La sede del Banco Bilbao Vizcaya Argentaria (en el n.º 12), edificio conocido en su origen como palacio de Ortiz Vega se construyó en la segunda mitad del siglo XIX siguiendo los planos del arquitecto Antonio Iturralde Montel, perteneció al acaudalado banquero y hombre de negocios Antonio Ortiz Vega. Fue levantado sobre parte de los antiguos terrenos del monasterio de San Francisco. Más tarde sirvió este edificio como alojamiento del Ayuntamiento cuando fue derribado el antiguo. Después lo adquirió el Banco Castellano para instalación de sus oficinas mientras en la planta alta se situaba el Gobierno Civil. El edificio fue remodelado por el arquitecto M. Cuadrillero y Sáez en 1920, resultando de ese momento su aspecto ecléctico. En la actualidad es la sede del Banco de Bilbao Vizcaya y conserva, además, un jardín rodeado por una verja.

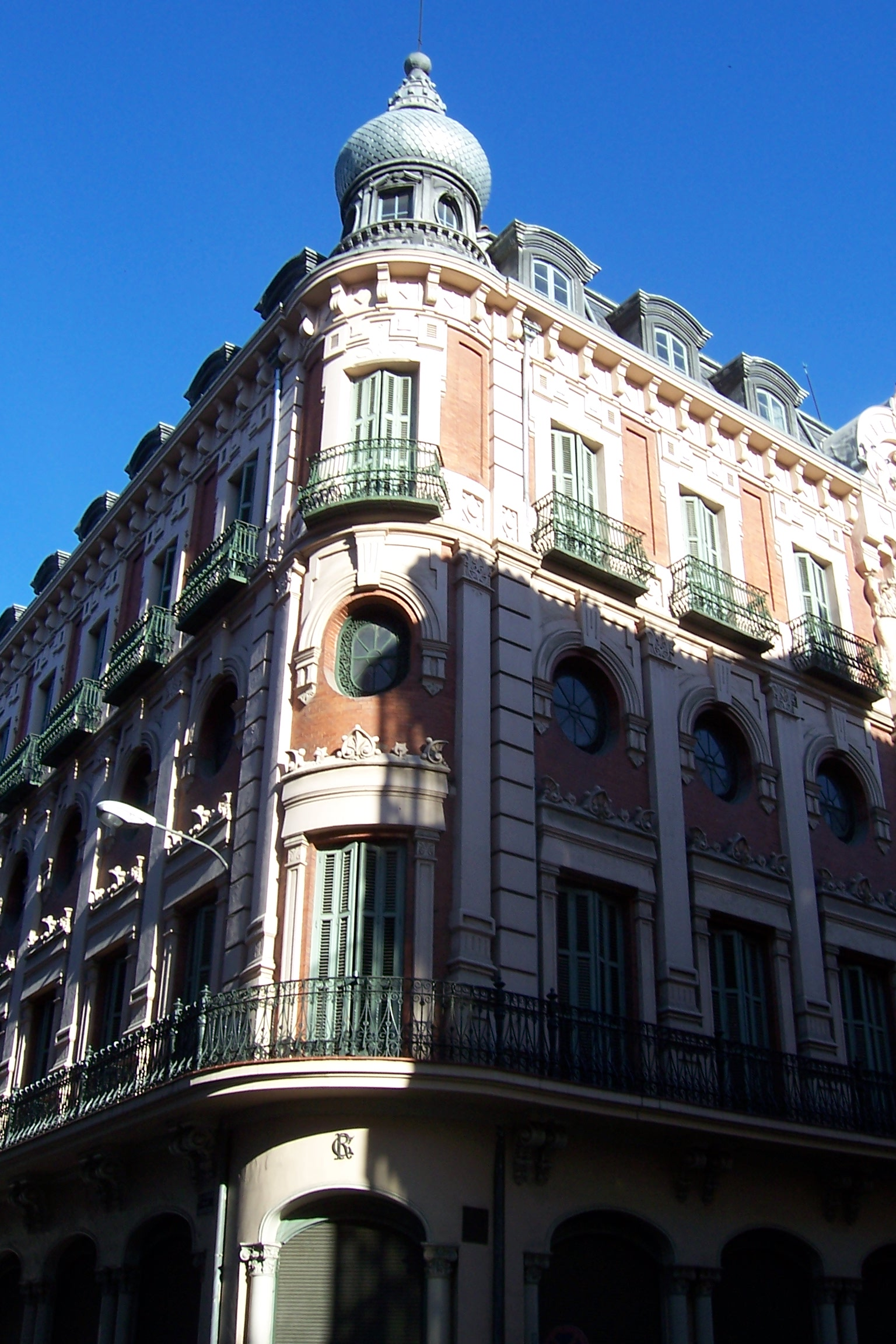
Círculo de Recreo, edificio de 1901, obra de Emilio Baeza Eguiluz.

#### Círculo de Recreo
En el n.º 6 se encuentra el Círculo de Recreo, levantado en 1902 por el arquitecto Baeza Eguiluz. Es otra muestra de la arquitectura propia de la burguesía de la Belle Époque. En su interior destacan el gran salón de baile, de doble altura, y los salones de planta baja y escalera principal, construidos en 1914.
En el n.º 10, junto al banco se halla el edificio central de la Compañía telefónica, de 1928.